# Leptolaena
Leptolaena es un género con ocho especies de árboles  pertenecientes a la familia Sarcolaenaceae.  El género tiene diez especies, nativas de  Madagascar.

## Especies
- Leptolaena abrahamii G.E.Schatz & Lowry
- Leptolaena arenaria (F.Gérard) Cavaco
- Leptolaena cuspidata Baker
- Leptolaena delphinensis G.E.Schatz & Lowry
- Leptolaena gautieri G.E.Schatz & Lowry
- Leptolaena masoalensis G.E.Schatz & Lowry
- Leptolaena multiflora Thouars
- Leptolaena pauciflora Baker
- Leptolaena raymondii G.E.Schatz & Lowry
- Leptolaena villosa (F. Gerard) G.E. Schatz & Lowry